# واژانی (ناحیه اوهرسکه هرادیشتی)
واژانی (به چکی: Vážany) یک منطقهٔ مسکونی در جمهوری چک است که در ناحیه اوهرسکه هرادیشتی واقع شده‌است. واژانی ۳٫۷۲ کیلومتر مربع مساحت و ۴۰۹ نفر جمعیت دارد و ۳۲۰ متر بالاتر از سطح دریا واقع شده‌است.